# Campionati statunitensi di sci alpino 1963
I Campionati statunitensi di sci alpino 1963 si svolsero ad Aleyska dal 4 al 6 aprile; furono assegnati i titoli di discesa libera, slalom gigante, slalom speciale e combinata, sia maschili sia femminili. Trattandosi di competizioni valide anche ai fini del punteggio FIS, vi parteciparono anche sciatori di altre federazioni, senza che questo consentisse loro di concorrere al titolo nazionale statunitense.

## Risultati

### Uomini

#### Discesa libera
| Pos. | Atleta        | Nazione     | Tempo  |
| ---- | ------------- | ----------- | ------ |
| 1    | Bill Marolt   | Stati Uniti | 2:08,5 |
| 2    | Buddy Werner  | Stati Uniti | 2:08,6 |
| 3    | Jos Minsch    | Svizzera    | 2:09,0 |
| 4    | Chuck Ferries | Stati Uniti | 2:09,7 |
| 4    | Jim Gaddis    | Stati Uniti | 2:09,7 |
| 6    | Willy Favre   | Svizzera    | 2:10,2 |
| 7    | Gordon Eaton  | Stati Uniti | 2:10,6 |
| 7    | Ni Orsi       | Stati Uniti | 2:10,6 |
| 9    | Rip McManus   | Stati Uniti | 2:11,4 |
| 10   | Jim Barrier   | Stati Uniti | 2:12,1 |

Data: 4 aprile

#### Slalom gigante
| Pos. | Atleta        | Nazione     | Tempo  |
| ---- | ------------- | ----------- | ------ |
| 1    | Jos Minsch    | Svizzera    | 2:55,6 |
| 2    | Buddy Werner  | Stati Uniti | 2:58,8 |
| 3    | Willy Favre   | Svizzera    | 2:58,9 |
| 4    | Rip McManus   | Stati Uniti | 3:01,5 |
| 5    | Jim Barrier   | Stati Uniti | 3:02,0 |
| 6    | Jimmy Heuga   | Stati Uniti | 3:05,4 |
| 7    | Dave Gorsuch  | Stati Uniti | 3:05,6 |
| 8    | Jim Gaddis    | Stati Uniti | 3:06,7 |
| 9    | Dick Dorworth | Stati Uniti | 3:09,5 |
| 10   | Jim Jacobson  | Stati Uniti | 3:10,4 |

Data: 5 aprile

#### Slalom speciale
| Pos. | Atleta        | Nazione     | Tempo  |
| ---- | ------------- | ----------- | ------ |
| 1    | Chuck Ferries | Stati Uniti | 1:56,8 |
| 2    | Buddy Werner  | Stati Uniti | 1:57,9 |
| 3    | Jimmy Heuga   | Stati Uniti | 2:00,2 |
| 4    | Jim Gaddis    | Stati Uniti | 2:04,4 |
| 5    | Rex Carson    | Stati Uniti | 2:06,8 |
| 6    | Jim Barrier   | Stati Uniti | 2:07,3 |
| 7    | Willy Favre   | Svizzera    | 2:08,1 |
| 8    | Jim Barrows   | Stati Uniti | 2:08,4 |
| 9    | Bill Barrier  | Stati Uniti | 2:09,9 |
| 10   | Sandy Lyman   | Stati Uniti | 2:10,6 |

Data: 6 aprile

#### Combinata
| Pos. | Atleta           | Nazione     | Punti  |
| ---- | ---------------- | ----------- | ------ |
| 1    | Buddy Werner     | Stati Uniti | 17,87  |
| 2    | Chuck Ferries    | Stati Uniti | 63,28  |
| 3    | Willy Favre      | Svizzera    | 72,70  |
| 4    | Jim Gaddis       | Stati Uniti | 79,63  |
| 5    | Jimmy Heuga      | Stati Uniti | 83,42  |
| 6    | Jim Barrier      | Stati Uniti | 87,42  |
| 7    | Jim Barrows      | Stati Uniti | 140,73 |
| 8    | Dave Gorsuch     | Stati Uniti | 154,78 |
| 9    | Ladd Christensen | Stati Uniti | 171,76 |
| 10   | Peter Ruschp     | Stati Uniti | 182,71 |

Date: 4-6 aprile

Classifica stilata attraverso i piazzamenti ottenuti
in discesa libera, slalom gigante e slalom speciale

### Donne

#### Discesa libera
| Pos. | Atleta              | Nazione        | Tempo  |
| ---- | ------------------- | -------------- | ------ |
| 1    | Barbara Henneberger | Germania Ovest | 2:22,9 |
| 2    | Jean Saubert        | Stati Uniti    | 2:24,2 |
| 3    | Nancy Greene        | Canada         | 2:25,9 |
| 4    | Sharon Pecjak       | Stati Uniti    | 2:26,0 |
| 5    | Eleanor Bennett     | Stati Uniti    | 2:26,4 |
| 6    | Starr Walton        | Stati Uniti    | 26,8   |
| 7    | Linda Crutchfield   | Canada         | 2:29,2 |
| 8    | Linda Meyers        | Stati Uniti    | 2:31,2 |
| 9    | Marsha Fletcher     | Stati Uniti    | 2:33,2 |
| 10   | Tammy Dix           | Stati Uniti    | 2:33,4 |

Data: 4 aprile

#### Slalom gigante
| Pos. | Atleta              | Nazione        | Tempo  |
| ---- | ------------------- | -------------- | ------ |
| 1    | Jean Saubert        | Stati Uniti    | 2:16,0 |
| 2    | Barbara Henneberger | Germania Ovest | 2:16,8 |
| 3    | Nancy Greene        | Canada         | 2:18,6 |
| 4    | Starr Walton        | Stati Uniti    | 2:20,2 |
| 5    | Linda Meyers        | Stati Uniti    | 2:23,4 |
| 6    | Sandra Shelworth    | Stati Uniti    | 2:23,5 |
| 7    | Sharon Pecjak       | Stati Uniti    | 2:23,9 |
| 8    | Joan Hannah         | Stati Uniti    | 2:25,0 |
| 9    | Tammy Dix           | Stati Uniti    | 2:26,1 |
| 10   | Cathy Nagel         | Stati Uniti    | 2:27,1 |

Data: 5 aprile

#### Slalom speciale
| Pos. | Atleta                  | Nazione        | Tempo  |
| ---- | ----------------------- | -------------- | ------ |
| 1    | Barbara Henneberger     | Germania Ovest | 1:46,0 |
| 2    | Sandy Shellworth        | Stati Uniti    | 1:51,7 |
| 3    | Eleanor Bennett         | Stati Uniti    | 1:53,1 |
| 4    | Linda Meyers            | Stati Uniti    | 1:53,2 |
| 5    | Starr Walton            | Stati Uniti    | 1:54,3 |
| 6    | Smiley Tschopp-Kerridge | Stati Uniti    | 1:56,9 |
| 7    | Wendy Allen             | Stati Uniti    | 1:57,2 |
| 8    | Tammy Dix               | Stati Uniti    | 1:58,1 |
| 9    | Nancy Greene            | Canada         | 1:58,9 |
| 10   | Ingrid Simonson         | Stati Uniti    | 2:02,5 |

Data: 6 aprile

#### Combinata
| Pos. | Atleta               | Nazione        | Punti  |
| ---- | -------------------- | -------------- | ------ |
| 1    | Barbara Henneberger  | Germania Ovest | 3,84   |
| 2    | Starr Walton         | Stati Uniti    | 76,90  |
| 3    | Nancy Greene         | Canada         | 90,90  |
| 4    | Linda Meyers         | Stati Uniti    | 104,16 |
| 5    | Tammy Dix            | Stati Uniti    | 146,60 |
| 6    | Sharon Pecjak        | Stati Uniti    | 151,52 |
| 7    | Eleanor Bennet       | Stati Uniti    | 207,26 |
| 8    | Karen Vance-Skjersaa | Stati Uniti    | 286,16 |

Date: 4-6 aprile

Classifica stilata attraverso i piazzamenti ottenuti
in discesa libera, slalom gigante e slalom speciale